# 0881
0881 è il prefisso telefonico del distretto di Foggia, appartenente al compartimento di Bari.
Il distretto comprende la parte sud-occidentale della provincia di Foggia. Confina con i distretti di San Severo (0882) a nord, di Manfredonia (0884) e di Cerignola (0885) a est,  di Sant'Angelo dei Lombardi (0827) e di Avellino (0825) a sud, di Benevento (0824) e di Campobasso (0874) a ovest.

## Aree locali
Il distretto di Foggia comprende 28 comuni compresi nelle 4 aree locali di Bovino (ex settori di Accadia e Bovino), Foggia, Lucera (ex settori di Lucera e Troia) e Motta Montecorvino (ex settori di Biccari e Motta Montecorvino).

## Comuni
I comuni compresi nel distretto sono: Accadia, Alberona, Anzano di Puglia, Biccari, Bovino, Carlantino, Casalnuovo Monterotaro, Casalvecchio di Puglia, Castelluccio dei Sauri, Castelluccio Valmaggiore, Castelnuovo della Daunia, Celenza Valfortore, Celle di San Vito, Deliceto, Faeto, Foggia, Lucera, Monteleone di Puglia, Motta Montecorvino, Orsara di Puglia, Panni, Pietramontecorvino, Roseto Valfortore, San Marco la Catola, Sant'Agata di Puglia, Troia, Volturara Appula e Volturino .